# Preignan
Preignan är en kommun i departementet Gers i regionen Occitanien i sydvästra Frankrike. Kommunen ligger i kantonen Auch-Nord-Ouest som tillhör arrondissementet Auch. År 2022 hade Preignan 1 217 invånare.

## Befolkningsutveckling
Antalet invånare i kommunen Preignan
Referens:INSEE